# 骨膜

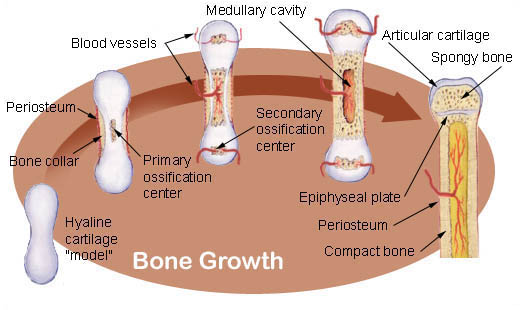
骨の成長

骨膜（こつまく、英: periosteum）は、緻密骨の外側に存在する強靭な線維性の皮膜。線維層と骨形成層から構成される。骨の成長期には骨形成層に存在する骨原性細胞が骨芽細胞に分化し、緻密骨の形成に関与する。成長が止まると骨膜は薄くなり、骨形成能は低下する。骨性成層には血管や神経が豊富に分布している。